# Coyuquilla Norte
Coyuquilla Norte es una localidad del estado mexicano de Guerrero. Es parte del municipio de Petatlán.

## Demografía
| Gráfica de evolución demográfica |
|                                  |

| Censo | Población |
| ----- | --------- |
| 1970  | 1 784     |
| 1980  | 1 659     |
| 1990  | 2 224     |
| 2000  | 1 875     |
| 2010  | 1 507     |
| 2020  | 1 889     |